# Streptopogon matudianus
Streptopogon matudianus är en bladmossart som beskrevs av H. Crum 1952. Streptopogon matudianus ingår i släktet Streptopogon och familjen Pottiaceae. Inga underarter finns listade i Catalogue of Life.